# Perth (Tasmanië)
Perth is een plaats in de Australische deelstaat Tasmanië. De plaats telde 3.472 inwoners op 10 augustus 2021. Perth ligt zo'n 20 kilometer ten zuiden van Launceston.

## Geschiedenis
Perth werd in 1821 gesticht door gouverneur Lachlan Macquarie. Hij verbleef bij veehouder David Gibson in het nabijgelegen Pleasant Banks en vernoemde de plaats naar Gibsons geboorteplaats Perth (Schotland).

## Geografie
Perth ligt in de LGA Northern Midlands Council. De South Esk stroomt door de plaats en vormt een deel van de grens in zowel het westen als het oosten.
| Aangrenzende kernen | Aangrenzende kernen | Aangrenzende kernen | Aangrenzende kernen | Aangrenzende kernen          |
| ------------------- | ------------------- | ------------------- | ------------------- | ---------------------------- |
|                     |                     | Breadalbane         |                     | Devon Hills Western Junction |
|                     |                     |                     |                     |                              |
| Longford            | Evandale            |                     |                     |                              |
|                     |                     |                     |                     |                              |
|                     |                     | Powranna            |                     | Nile                         |